# AnimeNation
AnimeNation — существовавший в прошлом под общим брендом американский бизнес-проект, в который входили RentAnime.com, дискуссионный форум, новостной источник об аниме-индустрии и ряд других проектов. компания по лицензированию и распространению аниме под названием AN Entertainment. Также компания работала как продавец и дистрибьютор аниме и манга под названием AN Entertainment.

## AnimeNation
AnimeNation была основана в 1995 году Джином Филдом в Клируотере, Флорида. После первоначального успеха компании открыли розничную торговую точку. По состоянию на 2004 год AnimeNation был одним из двух крупнейших специализированных интернет-магазинов аниме в США. На сайте компании также публиковалась регулярная колонка «Спросите Джона», где сотрудник AN Джон Опплигер отвечал на вопросы читателей об аниме. По состоянию на 2005 год Опплигер написал более 1070 статей. Интернет-магазин AnimeNation закрылся в 2014 году.

## AN Entertainment
В 2002 году AnimeNation вышла на рынок аниме из-за усиления лицензионных ограничений и конкуренции в розничном секторе. Название AN Entertainment было образовано от AnimeNation (AN). Entertainment было добавлено в название, по всей видимости, чтобы обозначить возможность лицензирования других шоу (включая живые выступления). Компания решила отказаться от предыдущего бренда, полностью заменив его новым.

## RentAnime.com
AnimeNation также управляла RentAnime.com, службой доставки DVD по почте, похожей на Netflix, но узко специализированной на аниме. Этот проект страдал от проблем с отправкой почты в Почтовую службу США в Тампе, но позже они были решены. RentAnime.com продолжал работать, несмотря на закрытие интернет-магазина AnimeNation, до конца 2015 года.